# Păltinoasa
Păltinoasa es una comuna ubicada en el distrito de Suceava, Rumania.

## Superficie
Posee una superficie de 36,70 kilómetros cuadrados.

## Demografía
Hasta 2021 la población era de 6021 habitantes, con una densidad de población de 164,1 habitantes por kilómetro cuadrado.